# Richard Gasquet
Richard Gasquet (Béziers, 18 juni 1986) is een Frans tennisspeler.

## Jeugd
Hij begon met tennis als vierjarige en stond toen hij negen was al op de omslag van French Tennis Magazine als dé grote belofte van het Franse tennis.

## Carrière

### 2002-2003
Gasquet maakte zijn ATP-debuut in 2002 op het toernooi van Monte Carlo. Hij won in de eerste ronde van Franco Squillari. Hij was toen 15 jaar en 10 maanden oud en daarmee was hij de jongste winnaar van een ATP-wedstrijd sinds 1988. Gasquet deed in hetzelfde jaar voor het eerst mee aan een Grandslamtoernooi, Roland Garros.
Hij haalde zijn eerste ATP-finale in 2003 en won hetzelfde jaar het gemengd dubbel in Parijs, samen met Tatiana Golovin.

### 2005-2006
In 2005 deed Gasquet voor het eerst echt van zich spreken: in Monte Carlo versloeg hij de onverslaanbaar geachte Roger Federer in de kwartfinale. Hij verloor vervolgens van Rafael Nadal. Op zijn negentiende verjaardag won hij zijn eerste ATP-toernooi, in de finale van Nottingham versloeg hij Maks Mirni.
In 2006 bereikte hij de vierde ronde van de US Open.

### 2007-2009
2007 was het jaar van de doorbraak van Gasquet. Hij haalde de achtste finale van de Australian Open en bereikte voor het eerst in zijn carrière de halve finale van een Grandslamtoernooi: op Wimbledon versloeg hij achtereenvolgens Nicolas Mahut en Jo-Wilfried Tsonga. In de kwartfinale tegen Andy Roddick kwam hij twee sets en een break achter, maar hij won uiteindelijk met 4-6, 4-6, 7-6, 7-6, 8-6.
Tijdens de Australian Open van 2008 wist Gasquet niet verder te komen dan het jaar ervoor, in de achtste finale. In 2008 verloor hij in de achtste finale op Wimbledon van Andy Murray, nadat hij twee sets had voorgestaan.
In 2009 speelde Gasquet op de Australian Open tot de derde ronde, hierin werd hij uitgeschakeld. Op 11 mei werd bekendgemaakt dat Gasquet tijdens het ATP-toernooi van Miami positief was getest op cocaïne, hierdoor werd hij voorlopig geschorst, maar hij riskeert een schorsing van 2 jaar. Op 15 juli werd bekend dat Gasquet per direct weer mocht gaan tennissen. Het ITF achtte een zwaardere straf van 12 maanden buiten proporties en reduceerde de straf tot 2,5 maand.

### 2010
Gasquet won op 22 mei 2010 het ATP-toernooi van Nice met 6-3, 5-7 en 7-6 van Fernando Verdasco.

## Palmares
| Legenda                       | Legenda               |
| ----------------------------- | --------------------- |
| Grand Slam                    |                       |
| Olympische Spelen             |                       |
| tot 2009                      | vanaf 2009            |
| Tennis Masters Cup            | ATP Finals            |
| ATP Masters Series            | ATP Tour Masters 1000 |
| ATP International Series Gold | ATP Tour 500          |
| ATP International Series      | ATP Tour 250          |

### Enkelspel
| Nr.                  | Datum             | Toernooi             | Ondergrond    | Tegenstander in finale | Score               | Details        |
| -------------------- | ----------------- | -------------------- | ------------- | ---------------------- | ------------------- | -------------- |
| Gewonnen finales     |                   |                      |               |                        |                     |                |
| 1.                   | 13 juni 2005      | ATP Nottingham (1)   | Gras          | Maks Mirni             | 6-2, 6-3            | Details        |
| 2.                   | 19 juni 2006      | ATP Nottingham (2)   | Gras          | Jonas Björkman         | 6-4, 6-3            | Details        |
| 3.                   | 10 juli 2006      | ATP Gstaad           | Gravel        | Feliciano López        | 7-6, 6-7, 6-3, 6-3  | Details        |
| 4.                   | 23 oktober 2006   | ATP Lyon             | Tapijt (i)    | Marc Gicquel           | 6-3, 6-1            | Details        |
| 5.                   | 30 september 2007 | ATP Mumbai           | Hardcourt     | Olivier Rochus         | 6-3, 6-4            | Details        |
| 6.                   | 22 mei 2010       | ATP Nice             | Gravel        | Fernando Verdasco      | 6-3, 5-7, 7-6       | Details        |
| 7.                   | 24 september 2012 | ATP Bangkok          | Hardcourt (i) | Gilles Simon           | 6-2, 6-1            | Details        |
| 8.                   | 5 januari 2013    | ATP Doha             | Hardcourt     | Nikolaj Davydenko      | 3-6, 7-6(4), 6-3    | Details        |
| 9.                   | 10 februari 2013  | ATP Montpellier (1)  | Hardcourt (i) | Benoît Paire           | 6-2, 6-3            | Details        |
| 10.                  | 20 oktober 2013   | ATP Moskou           | Hardcourt (i) | Michail Koekoesjkin    | 4-6, 6-4, 6-4       | Details        |
| 11.                  | 8 februari 2015   | ATP Montpellier (2)  | Hardcourt (i) | Jerzy Janowicz         | 3-0, opgave         | Details        |
| 12.                  | 3 mei 2015        | ATP Estoril          | Gravel        | Nick Kyrgios           | 6-3, 6-2            | Details        |
| 13.                  | 7 februari 2016   | ATP Montpellier (3)  | Hardcourt (i) | Paul-Henri Mathieu     | 7-5, 6-4            | Details        |
| 14.                  | 23 oktober 2016   | ATP Antwerpen        | Hardcourt (i) | Diego Schwartzman      | 7-6(4), 6-1         | Details        |
| 15.                  | 17 juni 2018      | ATP Rosmalen         | Gras          | Jérémy Chardy          | 6-3, 7-6(5)         | Details        |
| 16.                  | 14 januari 2023   | ATP Auckland         | Hardcourt     | Cameron Norrie         | 4-6, 6-4, 6-4       | Details        |
| Verloren finales     |                   |                      |               |                        |                     |                |
| 1.                   | 18 oktober 2004   | ATP Metz             | Hardcourt     | Jérôme Haehnel         | 6-7, 4-6            | Details        |
| 2.                   | 16 mei 2005       | ATP Hamburg          | Gravel        | Roger Federer          | 3-6, 5-7, 6-7       | Details        |
| 3.                   | 14 augustus 2006  | ATP Montreal/Toronto | Hardcourt     | Roger Federer          | 6-2, 3-6, 2-6       | Details        |
| 4.                   | 7 mei 2007        | ATP Estoril          | Gravel        | Novak Đoković          | 6-7, 6-0, 1-6       | Details        |
| 5.                   | 8 oktober 2007    | ATP Tokio            | Hardcourt     | David Ferrer           | 1-6, 2-6            | Details        |
| 6.                   | 14 juli 2008      | ATP Stuttgart        | Gravel        | Juan Martín del Potro  | 4-6, 5-7            | Details        |
| 7.                   | 16 januari 2010   | ATP Sydney           | Hardcourt     | Marcos Baghdatis       | 4-6, 6-7            | Details        |
| 8.                   | 1 augustus 2010   | ATP Gstaad           | Gravel        | Nicolás Almagro        | 5-7, 1-6            | Details        |
| 9.                   | 6 mei 2012        | ATP Estoril          | Gravel        | Juan Martín del Potro  | 4-6, 2-6            | Details        |
| 10.                  | 12 augustus 2012  | ATP Montreal/Toronto | Hardcourt     | Novak Đoković          | 3-6, 5-6            | Details        |
| 11.                  | 9 februari 2014   | ATP Montpellier      | Hardcourt (i) | Gaël Monfils           | 4-6, 4-6            | Details        |
| 12.                  | 21 juni 2014      | ATP Eastbourne       | Gras          | Feliciano López        | 3-6, 7-6(5), 5-7    | Details        |
| 13.                  | 2 oktober 2016    | ATP Shenzhen         | Hardcourt     | Tomáš Berdych          | 6-7(5), 7-6(2), 3-6 | Details        |
| 14.                  | 12 februari 2017  | ATP Montpellier      | Hardcourt (i) | Alexander Zverev       | 6-7(4), 3-6         | Details        |
| 15.                  | 11 februari 2018  | ATP Montpellier      | Hardcourt (i) | Lucas Pouille          | 6-7(2), 4-6         | Details        |
| 16.                  | 22 juli 2018      | ATP Båstad           | Gravel        | Fabio Fognini          | 3-6, 6-3, 1-6       | Details        |
| 17.                  | 25 juli 2021      | ATP Umag             | Gravel        | Carlos Alcaraz         | 2-6, 2-6            | Details        |
| Gewonnen challengers |                   |                      |               |                        |                     |                |
| 1.                   | 7 juli 2002       | Montauban            | Gravel        | Óscar Serrano Gámez    | 7-5, 6-1            | 7-5, 6-1       |
| 2.                   | 16 maart 2003     | Sarajevo             | Hardcourt     | Dick Norman            | 6-1, 7-6            | 6-1, 7-6       |
| 3.                   | 27 april 2003     | Napels               | Gravel        | Gilles Müller          | 6-4, 6-4            | 6-4, 6-4       |
| 4.                   | 29 juni 2003      | Reggio Emilia        | Gravel        | Potito Starace         | 7-5, 6-1            | 7-5, 6-1       |
| 5.                   | 28 september 2003 | Grenoble             | Hardcourt     | Harel Levy             | 7-5, 7-6            | 7-5, 7-6       |
| 6.                   | 27 maart 2005     | Barletta             | Gravel        | Alessio Di Mauro       | 6-3, 7-6            | 6-3, 7-6       |
| 7.                   | 3 april 2005      | Napels               | Gravel        | Potito Starace         | 4-6, 6-3, 7-5       | 4-6, 6-3, 7-5  |
| 8.                   | 16 mei 2010       | Bordeaux             | Gravel        | Michaël Llodra         | 4-6, 6-1, 6-4       | 4-6, 6-1, 6-4  |
| 9.                   | 17 september 2017 | Szczecin             | Gravel        | Florian Mayer          | 7-6(3), 7-6(4)      | 7-6(3), 7-6(4) |

### Dubbelspel
| Nr.                          | Datum           | Toernooi            | Ondergrond    | Partner            | Tegenstanders in finale     | Score            | Details |
| ---------------------------- | --------------- | ------------------- | ------------- | ------------------ | --------------------------- | ---------------- | ------- |
| Gewonnen finales herendubbel |                 |                     |               |                    |                             |                  |         |
| 1.                           | 8 oktober 2006  | ATP Metz            | Hardcourt (i) | Fabrice Santoro    | Julian Knowle Jürgen Melzer | 3-6, 6-1, [11-9] | Details |
| 2.                           | 12 januari 2008 | ATP Sydney          | Hardcourt     | Jo-Wilfried Tsonga | Bob Bryan Mike Bryan        | 4-6, 6-4, [11-9] | Details |
| Verloren finales herendubbel |                 |                     |               |                    |                             |                  |         |
| 1.                           | 23 april 2007   | ATP Monte Carlo     | Gravel        | Julien Benneteau   | Bob Bryan Mike Bryan        | 2-6, 1-6         | Details |
| 2.                           | 25 oktober 2009 | ATP Sint-Petersburg | Hardcourt (i) | Jérémy Chardy      | Colin Fleming Ken Skupski   | 6-2, 5-7, [4-10] | Details |

### Gemengd dubbelspel
| Nr.                             | Datum       | Toernooi      | Ondergrond | Partner         | Tegenstanders in finale | Score    | Details |
| ------------------------------- | ----------- | ------------- | ---------- | --------------- | ----------------------- | -------- | ------- |
| Gewonnen finales gemengd dubbel |             |               |            |                 |                         |          |         |
| 1.                              | 6 juni 2004 | Roland Garros | Gravel     | Tatiana Golovin | Wayne Black Cara Black  | 6-3, 6-4 | Details |

### Landencompetities
| Nr.              | Datum               | Toernooi   | Ondergrond    | Partner(s)                                             | Tegenstanders                                                | Score               | Details |
| ---------------- | ------------------- | ---------- | ------------- | ------------------------------------------------------ | ------------------------------------------------------------ | ------------------- | ------- |
| Gewonnen finales |                     |            |               |                                                        |                                                              |                     |         |
| 1.               | 1-7 januari 2017    | Hopman Cup | Hardcourt (i) | Kristina Mladenovic                                    | CoCo Vandeweghe Jack Sock                                    | 2-1 (3 wedstrijden) | Details |
| 2.               | 24-26 november 2017 | Davis Cup  | Hardcourt (i) | Jo-Wilfried Tsonga Lucas Pouille Pierre-Hugues Herbert | David Goffin Steve Darcis Ruben Bemelmans Joris De Loore     | 3-2 (5 wedstrijden) | Details |
| Verloren finales |                     |            |               |                                                        |                                                              |                     |         |
| 1.               | 2-7 januari 2012    | Hopman Cup | Hardcourt (i) | Marion Bartoli                                         | Petra Kvitová Tomáš Berdych                                  | 0-2 (2 wedstrijden) | Details |
| 2.               | 21-23 november 2014 | Davis Cup  | Gravel (i)    | Jo-Wilfried Tsonga Gaël Monfils Julien Benneteau       | Roger Federer Stan Wawrinka Marco Chiudinelli Michael Lammer | 1-3 (4 wedstrijden) | Details |

## Resultaten grote toernooien
| Legenda | Legenda                          |
| ------- | -------------------------------- |
| g.t.    | geen toernooi gehouden           |
| l.c.    | lagere categorie                 |
| –       | niet deelgenomen                 |
| G       | uitgeschakeld in de groepsfase   |
| 1R      | uitgeschakeld in de eerste ronde |
| 2R      | uitgeschakeld in de tweede ronde |
| 3R      | uitgeschakeld in de derde ronde  |
| 4R      | uitgeschakeld in de vierde ronde |
| KF      | uitgeschakeld in de kwartfinale  |
| HF      | uitgeschakeld in de halve finale |
| F       | de finale verloren               |
| W       | het toernooi gewonnen            |
| w-v     | winst/verlies-balans             |

### Enkelspel
| grandslamtoernooien  |      |      |      |      |      |      |      |      |      |      |      |      |      |      |      |      |      |      |      |      |      |      |
| Australian Open      | –    | 1R   | 1R   | –    | 1R   | 4R   | 4R   | 3R   | 1R   | 3R   | 4R   | 4R   | 3R   | 3R   | –    | 3R   | 3R   | –    | –    | –    | 2R   | 1R   |
| Roland Garros        | 1R   | 1R   | 1R   | 3R   | 3R   | 2R   | –    | –    | 1R   | 4R   | 4R   | 4R   | 3R   | 4R   | KF   | 3R   | 3R   | 2R   | 1R   | 2R   | 2R   |      |
| Wimbledon            | –    | –    | 1R   | 4R   | 1R   | HF   | 4R   | –    | –    | 4R   | 4R   | 3R   | 2R   | HF   | 4R   | 1R   | 1R   | 1R   | g.t. | 2R   | 3R   |      |
| US Open              | –    | –    | –    | 4R   | 4R   | 2R   | 1R   | –    | 4R   | 2R   | 4R   | HF   | 3R   | KF   | 1R   | 1R   | 3R   | 1R   | 2R   | 1R   | 3R   |      |
| ATP Finals           |      |      |      |      |      |      |      |      |      |      |      |      |      |      |      |      |      |      |      |      |      |      |
| ATP Finals           | –    | –    | –    | –    | –    | G    | –    | –    | –    | –    | –    | G    | –    | –    | –    | –    | –    | –    | –    | –    | –    |      |
| ATP Masters 1000     |      |      |      |      |      |      |      |      |      |      |      |      |      |      |      |      |      |      |      |      |      |      |
| Indian Wells         | –    | –    | –    | –    | 4R   | 4R   | 4R   | 3R   | 1R   | KF   | 2R   | 4R   | 3R   | 2R   | 4R   | –    | –    | –    | g.t. | –    | 1R   |      |
| Miami                | –    | 1R   | –    | –    | 2R   | 3R   | 2R   | –    | 1R   | 3R   | 4R   | HF   | 4R   | –    | 4R   | –    | 2R   | –    | g.t. | –    | 1R   |      |
| Monte Carlo          | 2R   | 1R   | –    | HF   | –    | KF   | 3R   | –    | 2R   | 3R   | –    | KF   | –    | –    | 2R   | –    | KF   | –    | g.t. | –    | –    |      |
| Hamburg              | –    | –    | –    | F    | 1R   | 2R   | 2R   | l.c. | l.c. | l.c. | l.c. | l.c. | l.c. | l.c. | l.c. | l.c. | l.c. | l.c. | l.c. | l.c. | l.c. | l.c. |
| Madrid               | l.c. | l.c. | l.c. | l.c. | l.c. | l.c. | l.c. | –    | –    | 1R   | 3R   | 2R   | –    | 2R   | 3R   | –    | 2R   | 2R   | g.t. | –    | –    |      |
| Rome                 | –    | –    | –    | 2R   | –    | 2R   | 1R   | 3R   | –    | HF   | KF   | 3R   | –    | 2R   | 3R   | –    | 1R   | 1R   | –    | 1R   | –    |      |
| Montreal/Toronto     | –    | –    | –    | 2R   | F    | 2R   | KF   | –    | 1R   | 3R   | F    | KF   | 3R   | –    | –    | 2R   | –    | 3R   | g.t. | 1R   | –    |      |
| Cincinnati           | –    | –    | –    | 2R   | 1R   | 2R   | 2R   | –    | 3R   | 3R   | 1R   | 2R   | –    | KF   | 2R   | 2R   | 1R   | HF   | 2R   | 1R   | –    |      |
| Shanghai             | l.c. | l.c. | l.c. | l.c. | l.c. | l.c. | l.c. | 1R   | 3R   | –    | 2R   | 1R   | 2R   | 3R   | 1R   | KF   | 2R   | 1R   | g.t. | g.t. | g.t. |      |
| Parijs               | –    | 1R   | –    | –    | 3R   | HF   | –    | –    | 2R   | 3R   | 2R   | KF   | 2R   | KF   | 3R   | 2R   | 2R   | –    | 2R   | 1R   | 2R   |      |
| Olympische Spelen    |      |      |      |      |      |      |      |      |      |      |      |      |      |      |      |      |      |      |      |      |      |      |
| Olympisch            | g.t. | g.t. | –    | g.t. | g.t. | g.t. | –    | g.t. | g.t. | g.t. | 2R   | g.t. | g.t. | g.t. | –    | g.t. | g.t. | g.t. | g.t. | –    | g.t. | g.t. |
| statistieken         |      |      |      |      |      |      |      |      |      |      |      |      |      |      |      |      |      |      |      |      |      |      |
| totaal aantal titels | 0    | 0    | 0    | 1    | 3    | 1    | 0    | 0    | 1    | 0    | 1    | 3    | 0    | 2    | 2    | 0    | 1    | 0    | 0    | 0    | 0    | 1    |
| eindejaarsranking    | 161  | 93   | 107  | 16   | 18   | 8    | 24   | 52   | 30   | 19   | 10   | 9    | 26   | 9    | 18   | 31   | 26   | 61   | 47   | 86   | 68   |      |

### Dubbelspel
| grandslamtoernooien  |      |      |      |      |      |      |      |      |      |      |      |      |      |      |      |      |      |      |      |      |      |      |
| Australian Open      | –    | –    | –    | –    | 1R   | –    | –    | –    | –    | –    | –    | –    | –    | –    | –    | –    | –    | –    | –    | –    | –    | –    |
| Roland Garros        | 1R   | 1R   | –    | 1R   | –    | –    | –    | –    | –    | –    | –    | –    | –    | –    | –    | –    | –    | –    | –    | –    | –    |      |
| Wimbledon            | –    | –    | –    | –    | –    | –    | –    | –    | –    | –    | –    | –    | –    | –    | –    | –    | –    | –    | g.t. | –    | –    |      |
| US Open              | –    | –    | –    | –    | –    | –    | –    | –    | –    | –    | –    | –    | –    | –    | –    | –    | –    | –    | –    | –    | –    |      |
| ATP Masters 1000     |      |      |      |      |      |      |      |      |      |      |      |      |      |      |      |      |      |      |      |      |      |      |
| Indian Wells         | –    | –    | –    | –    | KF   | KF   | HF   | HF   | –    | 2R   | KF   | 2R   | 2R   | 1R   | 1R   | –    | –    | –    | g.t. | –    | –    |      |
| Miami                | –    | –    | –    | –    | –    | –    | KF   | –    | –    | –    | –    | 1R   | –    | –    | –    | –    | –    | –    | g.t. | –    | –    |      |
| Monte Carlo          | –    | –    | –    | 1R   | –    | F    | –    | –    | 2R   | 2R   | –    | –    | –    | –    | 1R   | –    | –    | –    | g.t. | –    | –    |      |
| Hamburg              | –    | –    | –    | –    | –    | –    | –    | l.c. | l.c. | l.c. | l.c. | l.c. | l.c. | l.c. | l.c. | l.c. | l.c. | l.c. | l.c. | l.c. | l.c. | l.c. |
| Madrid               | l.c. | l.c. | l.c. | l.c. | l.c. | l.c. | l.c. | –    | –    | 2R   | 2R   | –    | –    | –    | –    | –    | –    | –    | g.t. | –    | –    |      |
| Rome                 | –    | –    | –    | –    | –    | –    | HF   | –    | –    | 1R   | –    | –    | –    | –    | –    | –    | –    | –    | –    | –    | –    |      |
| Montreal/Toronto     | –    | –    | –    | 2R   | –    | KF   | 1R   | –    | –    | 1R   | 1R   | –    | KF   | –    | –    | –    | –    | –    | g.t. | –    | –    |      |
| Cincinnati           | –    | –    | –    | –    | –    | –    | –    | –    | –    | –    | 1R   | 2R   | –    | –    | 1R   | –    | 1R   | –    | –    | –    | –    |      |
| Shanghai             | l.c. | l.c. | l.c. | l.c. | l.c. | l.c. | l.c. | –    | –    | –    | –    | –    | –    | –    | –    | –    | –    | –    | g.t. | g.t. | g.t. |      |
| Parijs               | –    | –    | –    | –    | KF   | –    | –    | –    | 1R   | –    | –    | –    | 1R   | –    | –    | 2R   | –    | –    | –    | –    | 1R   |      |
| olympisch            |      |      |      |      |      |      |      |      |      |      |      |      |      |      |      |      |      |      |      |      |      |      |
| Olympische Spelen    | g.t. | g.t. | –    | g.t. | g.t. | g.t. | –    | g.t. | g.t. | g.t. | HF   | g.t. | g.t. | g.t. | –    | g.t. | g.t. | g.t. | g.t. | –    | g.t. | g.t. |
| statistieken         |      |      |      |      |      |      |      |      |      |      |      |      |      |      |      |      |      |      |      |      |      |      |
| totaal aantal titels | 0    | 0    | 0    | 0    | 1    | 0    | 1    | 0    | 0    | 0    | 0    | 0    | 0    | 0    | 0    | 0    | 0    | 0    | 0    | 0    | 0    | 0    |
| eindejaarsranking    | 1312 | 425  | —    | 411  | 112  | 78   | 83   | 129  | 452  | 206  | 180  | 237  | 188  | 600  | 857  | —    | —    | —    | —    | —    | —    |      |